# Bächtold & Co
Bächtold & Co war ein Schweizer Hersteller von Automobilen.

## Unternehmensgeschichte
Das Unternehmen aus Steckborn begann 1898 mit der Produktion von Automobilen. Der Markenname lautete Bächtold. 1899 endete die Produktion. Insgesamt entstanden sechs Fahrzeuge.

## Fahrzeuge
Das einzige Modell war ein Dreirad, bei dem sich das einzelne Rad hinten befand. Ein Einzylindermotor von De Dion-Bouton trieb die Fahrzeuge an. Lizenzgeber war Egg & Egli.